# 携帯動画変換君
携帯動画変換君（けいたいどうがへんかんくん）は、Windows NT/2000以降のOSで動作する、動画・音楽ファイルを携帯端末向けに変換するフロントエンドパッケージ。FFmpeg をベースとしている。このパッケージのコンポーネントをMac用に流用したものが携帯動画変換ちゃんである。

## 概要
携帯端末向けに動画・音声ファイルを変換するフロントエンドソフトである。中核となる変換処理は、独自のパッチを当てたFFmpegが担っており、携帯動画変換君がその前後の処理を制御する形になっている。
FFmpegでは、変換の際に長いコマンドラインオプションを指定して実行する必要がある。携帯動画変換君では、それらオプションをプリセットを用いることにより、初心者でも比較的容易に変換することが出来るよう設計されている。その反面、細かな設定を行いたい場合、本ソフトでは編集を行うことが出来ず、外部のテキストエディタを使った煩雑な手順が必要となる。そのため、設定を細かく変更し、逐一確認しつつ変換テストを行う者、コマンドライン操作やバッチ処理に慣れた上級者などといったヘビーユーザには、あまり適さない。これには「あくまでもffmpegを手軽に扱うことが目的であり、余計な機能を極力排除する」との開発元の意図が読み取れる。
実際の変換処理には、携帯電話向けにMPEG-4コンテナを再構築するために、QuickTime for Windows 6.5.2以上の「基本的なインストール」に含まれるQuickTime Authoringをインストールする必要がある（一部形式はなくても変換可能）。ただし、7.3.1以降のものはセキュリティ性を向上させた影響により特殊な操作が無い限り非対応となっている。そのため現状では7.2が正式対応版といえる（Quick Time 7.4で再び変換可能となった）。また、自前のもしくはMP4Box (GPAC)を使ったヘッダの偽造により端末の制限ビットレートを越えた動画を作ることができる。
時には、変換前とは別のファイル名になってしまうことがある。例えば「解読不能」というファイル名にして変換すると、ドットと設定に合わせた拡張子のみが表示されるファイルになる。

## 対応コーデック
対応コーデックは基本的にFFmpegのlibavcodecに依存するが、同梱されているFFmpegのバージョンが古い（Jul 27 13:16:35 2005時点のCVS、SVNのr4482）。そのためWMV3やRealVideo 3.0/4.0、VP6の読み込み、ALACの書き出しなどには対応していない。AviSynth2.5以上をインストールすることにより、DirectShowを通して動画データを読み込むことで、WMVなどにも対応する。また新しいFFmpegに入れ替えることもできる。
| - MPEG-1 - MPEG-2 - MPEG-4(Part 2) - H.261 - H.263 - H.264 - Windows Media Video（正常に変換できないことがある。） - Sorenson codec - Cinepak - Motion JPEG - Huffyuv - Snow - Theora - On2 VP3 - On2 VP5 - On2 VP6 | - AAC - Apple Lossless - Cook Codec - FLAC - MP2 - MP3 - Shorten - QDM2 - RealAudio 1.0 - RealAudio 2.0 - Vorbis - Windows Media Audio - SMAF |

## 独自パッチ
FFmpegに独自のパッチを当てて使っている。そのため独自のオプションがある。
- -maxfr - 最大フレームレートを指定
- -fixaspect - アスペクト比固定。足りない部分は自動的にpaddingされる。
- -muxab - オーディオのビットレートを偽装
- -muxvb - ビデオのビットレートを偽装

また表面からは見えにくいがいくつかの挙動が変更されている。
- Xvid出力のプロファイルをSimple@L3に指定
- いくつかのmovのタグに対応
- movに埋め込まれるタイムスタンプがJSTになる。
- 入力音声のチャンネル数やサンプリングレートが途中で変わる場合に対応
- 標準出力と標準エラー出力をバッファリングしない

## 対応する携帯端末
ほとんどの設定で著作権保護つきのデータに変換される。製作者曰く仕様らしい。アラーム音などの登録も通常のやり方ではできない。これは製作者の本来の目的である「動画データを携帯する」という意図からきている。
また、ここに掲載されている対応機種は一部であり、新しい端末は掲載されていないことがある。最新情報は下記外部リンクより「MobileHackerz knowledgebase Wiki」を参照のこと。

### NTT DoCoMo
- mova
  - P2102V
  - N505i F505i N506i SO505iS P505iS P506iC SO506iC
  - L600i (SIMPURE L)

- FOMA
  - M1000
  - N700i F700i P700i SH700i
  - F700iS SH700iS SA700iS
  - N701i
  - P702i
  - SH702iD
  - N703iμ P703iμ
  - N900i F900i P900i SH900i
  - N900iS F900iT F900iC P900iV
  - D901i F901iC P901i SH901iC
  - N901iS D901iS P901iS SH901iS
  - P901iTV
  - F902iS P902iS SH902iS
  - N903i F903i P903i SH903i
  - F903iX HIGH-SPEED
  - SH903iTV P903iTV D903iTV
  - SH904i P904iN904i
  - SH905iTV P905i
  - P906i
  - N-01A
  - SH-06A

### au
- A1402S A5404S
- A5406CA
- A5501T A5511T A5523T ※A5511Tと同様設定で再生可能。
- A5505SA A5518SA A5522SA
- A5515K A5521K
- A1405PT※シリアル転送は512KBまで
- W11シリーズ
- W21S W21SA
- W21T W22H W22SA W21CA
- W31K W31S W31SA PEИCK
- W31T W32SA W31CA
- W32S W32H
- W32T W33SA/SA II
- W41K W41T neon W43T W41H W41S W41SA W41CA
- W42K W42H W42S W44T/TiMO W44T II/LEXUS W44T III W42CA
- W43H W43S W44K W44S W45T W42SA W43SA W43CA W41SH
- W51K W51S W51T W52H W52T W51SA W51CA MEDIA SKIN W51P W54T

### SoftBank
- 702NK
- NOKIA 6630
- 804SS
- V501SH
- V601SH V602SH V603SH V604SH
- 703SH 703SHf 705SH
- V801SH 802SH 812SH
- 902SH 903SH 904SH 905SH 910SH 911SH 912SH 921SH 936SH
- V502T
- V601T V602T V603T V604T
- 705T
- 803T 811T(810T)
- 902T 903T 904T 910T 911T
- 802N 804N
- J-SH53

### WILLCOM
- WX310K
- WX310SA※音声のみ
- WX310J※音声のみ
- WX321J※音声のみ
- W-ZERO3※[es]含むシリーズ全機

### その他の端末
- PSP
- プレイやん
- PLAY-YAN micro
- HMP-A1
- NV-XYZ
- NW-A800
- MI-E21
- SL-C3000
- iPod(ビデオ対応機種)
- iRiver H300シリーズ
- iriver U10
- HMP-A1
- CN-DS110K
- CN-DS120D
- ZEN Vison
- PlayStation 3
- Wii

## 関連するソフトウェア
- 携帯動画変換ちゃん
- 携帯動画設定君